# Sabine Thalbach
Sabine Thalbach (bürgerlich: Sabine Joachim genannt Thalbach; * 4. August 1932 in Berlin; † 30. September 1966 in Ost-Berlin) war eine deutsche Schauspielerin.

## Leben
Thalbach begann 1949 ihre Schauspielkarriere mit einem Debüt an Bertolt Brechts Berliner Ensemble (BE) in dessen Mutter-Courage-Inszenierung als stumme Kattrin. Am BE lernte sie Benno Besson kennen. Ihre gemeinsame Tochter Katharina Thalbach trat in die Fußstapfen der früh verstorbenen Schauspielerin. Auch in zahlreichen DEFA-Filmen hatte sie seit 1951 Erfolge.
Sabine Thalbach starb 1966 im Alter von 34 Jahren an einer Thrombose.

## Filmografie (Auswahl)
- 1951: Der Untertan
- 1952: Sein großer Sieg
- 1952: Schatten über den Inseln
- 1953: Anna Susanna
- 1955: Wer seine Frau lieb hat …
- 1956: Fuhrmann Henschel
- 1957: Vergeßt mir meine Traudel nicht
- 1957: Katzgraben (Theateraufzeichnung)
- 1957: Die Hexen von Salem
- 1957: Herr Puntila und sein Knecht Matti (Studioaufzeichnung)
- 1958: Die Mutter (Theateraufzeichnung)
- 1958: Das Lied der Matrosen
- 1958: Klotz am Bein
- 1959: Die Premiere fällt aus
- 1959: Der kleine Kuno
- 1959: Musterknaben
- 1960: Leute mit Flügeln
- 1960: Kein Ärger mit Cleopatra
- 1961: Der Ermordete greift ein (TV-Mehrteiler)
- 1961: Der Mann mit dem Objektiv
- 1962: Blaulicht: Das Gitter (TV-Serie)
- 1963: Karbid und Sauerampfer
- 1963: Jetzt und in der Stunde meines Todes
- 1965: Engel im Fegefeuer
- 1965: Tiefe Furchen
- 1965: Aus dem Tagebuch eines Minderjährigen
- 1965: Lots Weib
- 1965: … nichts als Sünde
- 1966: Irrlicht und Feuer (Fernsehfilm, Zweiteiler)
- 1966: Kleiner Mann – was nun?
- 1967: Ein Lord am Alexanderplatz

## Hörspiele
- 1960: Rolf Schneider: Der dritte Kreuzzug oder Die wundersame Geschichte des Ritters Kunifried von Raupenbiel und seine Aventiuren (Elisabeth) – Regie: Wolfgang Brunecker (Hörspiel – Rundfunk der DDR)
- 1961: Bernhard Seeger: Unterm Wind der Jahre (Friedel) – Regie: Theodor Popp (Hörspiel – Rundfunk der DDR)
- 1964: Oswaldo Ramos: Dorina und meine Okarina – Regie: Maritta Hübner (Kinderhörspiel/Kurzhörspiel – Rundfunk der DDR)
- 1965: Heinz Knobloch: Pardon für Bütten – Regie: Wolfgang Brunecker (Kinderhörspiel – Rundfunk der DDR)